# Dubna, Soroca
Dubna este un sat din raionul Soroca, Republica Moldova.

## Amplasarea geografică
Satul Dubna e situat în Câmpia Sorocii, între localitățile Stoicani(la est), Vădeni și Rădulenii Vechi (la vest) și Ciripcău (la sud), e legat prin șosea cu s. Stoicani și autostrada Soroca-Chișinău. Regiune de platou. 325 m deasupra nivelului mării. Dealul Dubna.

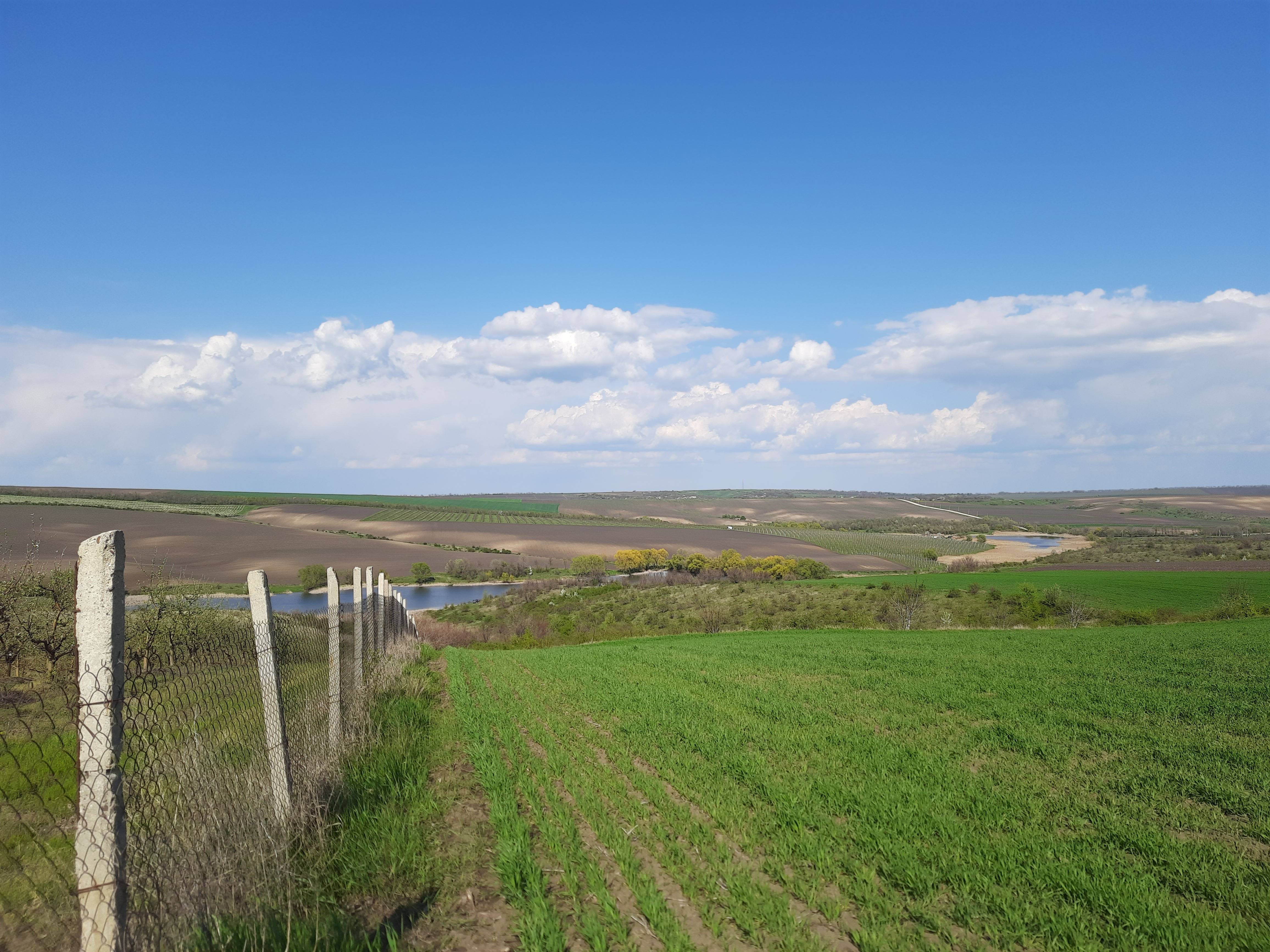
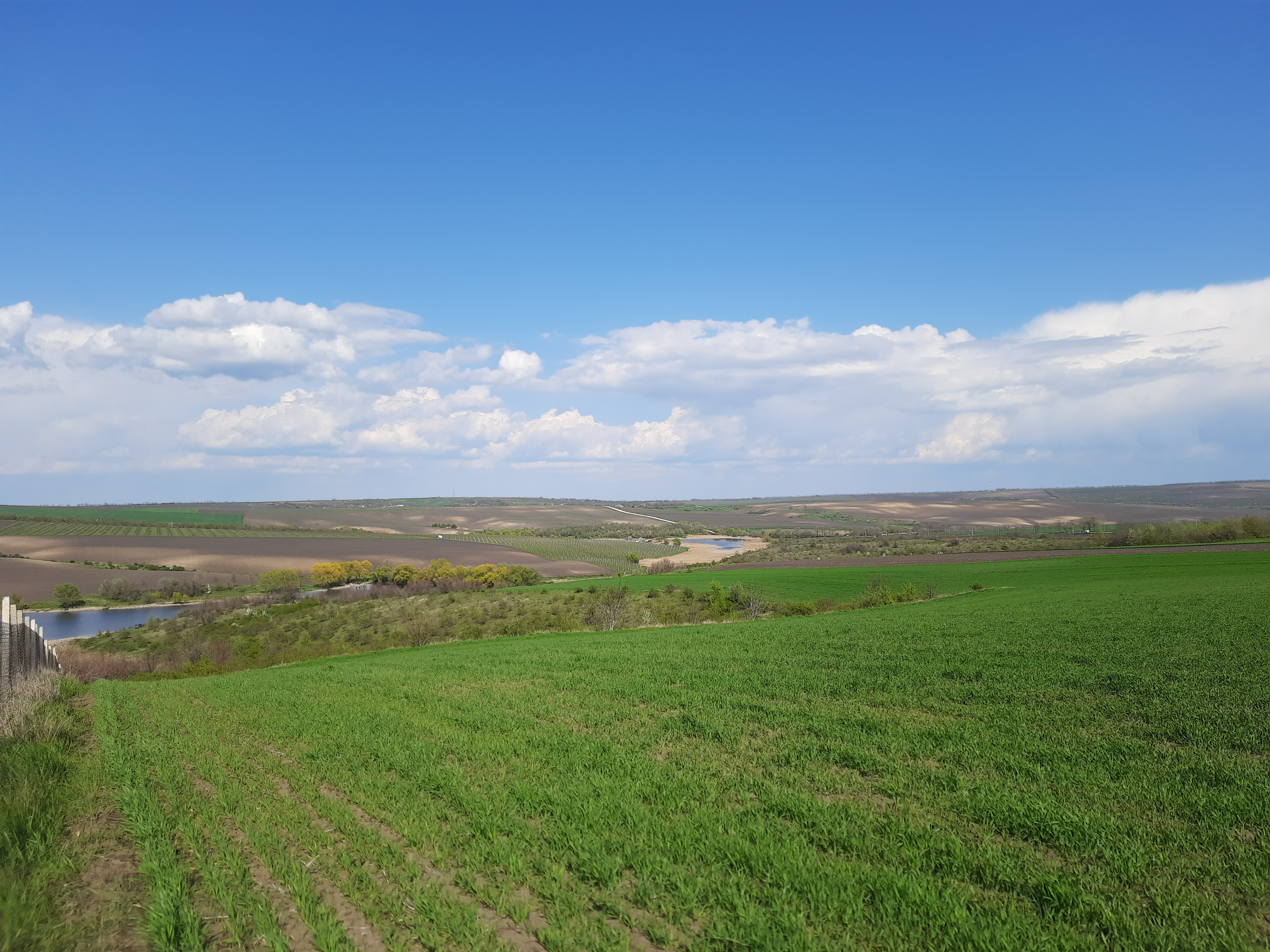
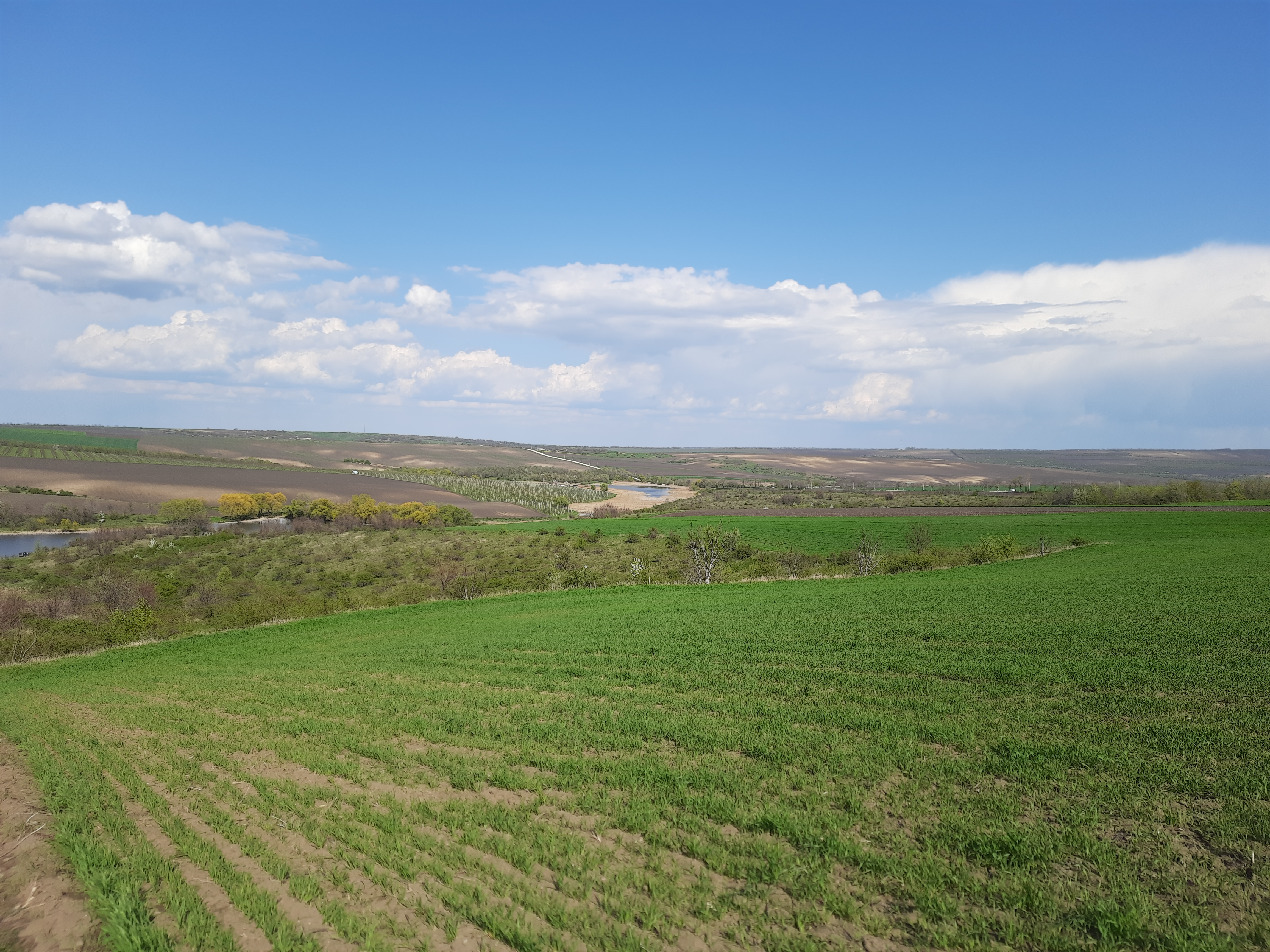
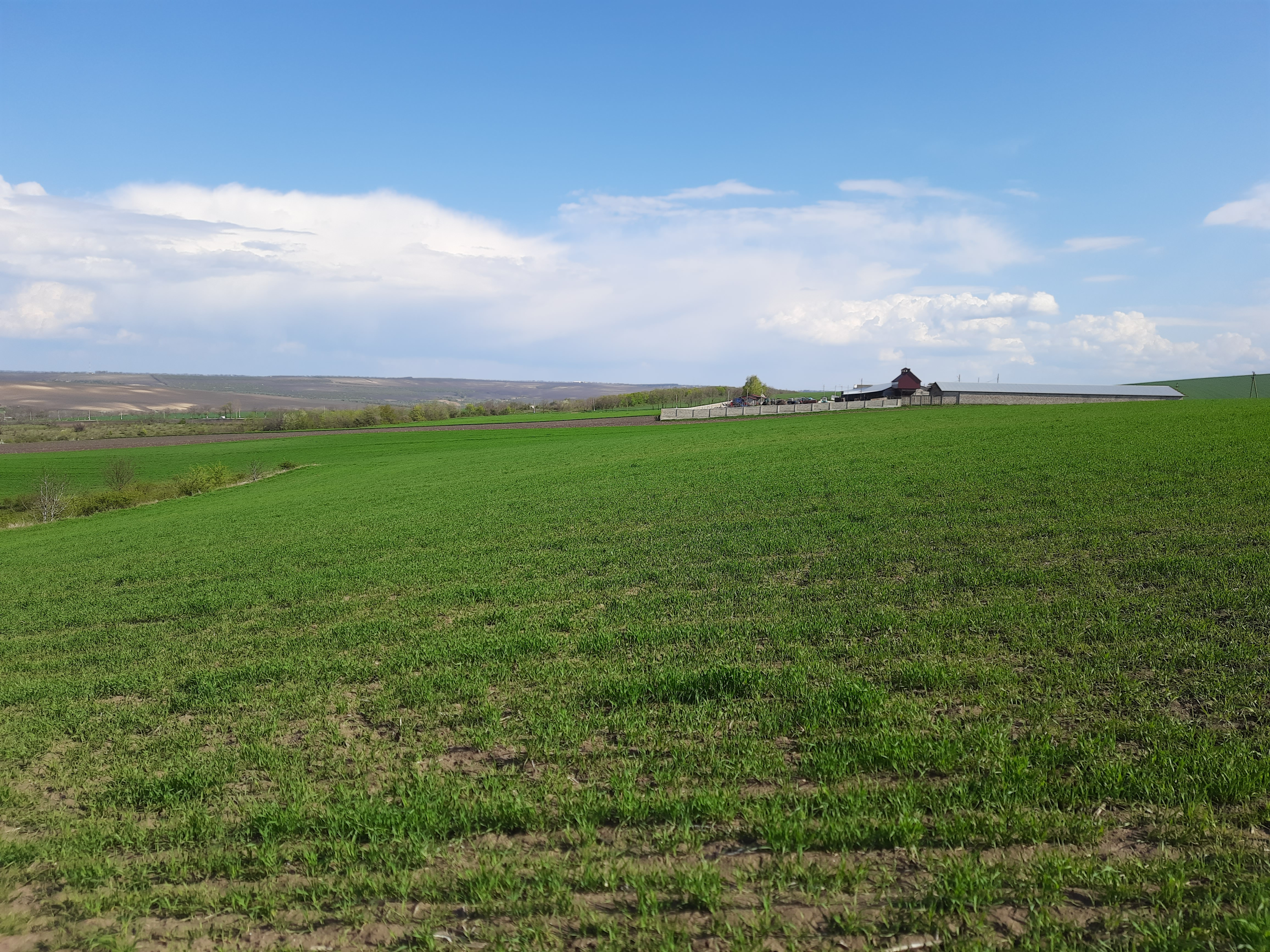

Peisaje de lângă localitate

## Istorie
Materialele colectate de arheologi în siturile "Dubna-1" și "Dubna-2", descoperite la nord-est de sat, demonstrează că aceste meleaguri erau populate încă din adâncul istoriei. Deja în secolul II d. Hr. aici au apărut 2 sate, populate de oameni sedentari, care cultivau pământul, creșteau vite, practicau diferite meșteșuguri, modelau vase de argilă, produceau diferite obiecte și unelte de aramă, bronz, fier și din alte materiale, făceau comerț intens cu orașele Imperiului Roman, beneficiind de moneda romană. Satele și-au încetat existența în anul 376 în urma invaziei hunilor, fiind devastate și incendiate. Pe vetrele lor au fost atestate urme de case arse, grămezi de lut ars, diferite obiecte, mai ales, vase de argilă din secolul II-IV.
Aici au staționat, în câteva rânduri, cete de nomazi, veniți tocmai din stepele asiatice după pradă de război, mărturie materială în acest sens servind cele 4 movile funerare. Trei movile se află spre nord de sat, în păduricea zisă Movila lui Nagâț, alta - în Hârtop.
Unele surse afirmă că satul e întemeiat în secolul XV. Poate fi. Dar nu ni se oferă și dovezi documentare. Regretatul cercetător Vladimir Nicu a scris că localitatea a fost atestată documentar, cu denumirea Prideni, la 12 aprilie 1620, și că s-a mai zis Prediceni, Pripăceni.
Drept dovadă că satul s-a numit și Pripiceni servește o carte de întăritură de la Vasile Lupu Vodă, emisă în 1643, pentru moșia Stoicani, în care se arată că ea se hotărnicește cu Pripiceni. La 17 septembrie 1646 același domn al Moldovei întărește mănăstirii Golia din Iași un șir de moșii din ținutul Soroca, printre care și satul Cereșnovăț, indicând-se hotarele: "drumul Alaciului, drumul ce vine de la Peripeceni și merge spre Stoicani".
La 11 iunie 1742 domnul Moldovei Constantin Mavrocordat dă " O carte de hotărât la Costandinache, vel căpitanul de Soroca i Andronache Vartolomei biv postelnic, să meargă la satul Peripecenii, ce este al dumisale banului Aristarho, acolo la Soroca și alt sat, iarăși întreg, al dumisale banului, anume Zgura și pol sat din Ciripcău, cumpărătură de la popa Ioniță și de la alții. Și, fiind trebuință a să hotărî, să cheme față pe toți sătenii și răzeșii și pe cum să va cade cu dreptate să le hotărască și să le dei mărturie". La 15 iunie 1742 banului Aristarho i  s-au dat cărți de stăpânit aceste moșii.
La 1 august 1767 din porunca lui Grigore Ghica voievod și a stolnicului Leonard, ispravnic de Soroca, la solicitarea preotului Maftei din Stoicani se măsoară moșia răzeșilor din acest sat. Ei au arătat un suret de pe ispisocul de la Vasile Lupu din 1643 și hotarnicii au perces "din acest suret, din hotar de spre Pripiceni" și, tot măsurând, au ajuns "într-o costișă de deal drept ce să numește acum Dubna. Și de acolo am purces peste vale și ne-am suit în deal în Dubna Veche" În octombrie același an la hotărnicirea moșiei Stoicani participă și "vornicul Mihalache Perciun de laPripiceni".
În cadrul recensământului din 1772-1773, satul Pripiceni, situat în ocolul Câmpului de Jos al ținutului Soroca, au fost înregistrați 20 capi de familie. Proprietar al moșiei era paharnicul Neculae Ruset, dar el nu avea nici un supus. Cei 14 moldoveni de aici erau considerați țărani liberi. Mai trăiau în sat 2 fețe bisericești și 4 văduve. În 1774 Neculae Ruset avea gradul de ban. În sat erau 18 case locuite plus 7 pustii, 2 băjenari din Țara Leșească, 7 arnăuți și 2 văduve. 
Imediat după ocuparea Moldovei dintre Prut și Nistru de către Rusia satul Pripiceni era proprietatea lui Costache Lazu. Recensământul din 1817 înregistrează aici 3 preoți, o văduvă de preot, 2  diaconi, un dascăl, 1 pălămar. Aceștia constituiau pătura privilegiată. Pătura de jos se constituia din 108 gospodari, 8 văduve, 40 burlaci. Moșia era stăpânită de paharnicul Teodosie și avea circa 600 fălci fânaț, 600 fălci imaș, 400 fălci pământ arabil, 1 iaz fără pește. Vatra satului ocupa 90 fălci. În 1830 a fost înregistrat același număr de 108 gospodari. În 1859 satul e atestat cu o denumire dublă - Dubna (Pripiceni), cu 79 gospodării și o populație de 398 locuitori. Documentele demonstrează că moșia era cumpărată și vândută, aici perindându-se, în afara de cei amintiți deja, mai mulți moșieri: vornicul Ion Sturza (1721), banul Aristarho (1742), nobilul Constantin Talpă (1835), comerciantul Rafalovici.
Conform Regulamentului din 14 iulie 1868, în Basarabia se desfășoară reforma agrară. La această dată, în Dubna locuiau 95 de familii și 10 burlaci. Doar 81 de familii s-au bucurat de dreptul de a primi pământ în folosință de lungă durată. La 26 iulie 1870 lor li s-au repartizat 656 desetine de pământ, pentru fiecare țăranii urmând să plătească câte 2 ruble 10 copeici de argint. Pământul a fost luat din moșia lui Lev Rafalovici. în 1871 țăranilor din sat li s-a anunțat că sunt obligați să răscumpere pământul de la moșier. În acest scop, ei au luat un împrumut în sumă de 18368 de ruble din banca statului. Pentru stingerea împrumutului ei urmau să plătească anual câte 1102 ruble 8 copeici, timp de 49 de ani. În 1890 satul număra 134 de familii (231 bărbați și 278 femei), în 1891 avea 577 locuitori.
Dar țăranii o duceau greu, mai ales când semănăturile lor erau nimicite de calamitățile naturale. În asemenea cazuri ei erau nevoiți să recurgă la împrumuturi de stat, căci moșierii nu se grăbeau să-i ajute. În februarie-martie-aprilie a anului 1888, de pildă, 43 de familii din Dubna au solicitat și au primit ca împrumut 975 puduri de porumb, fiindcă nu mai aveau cu ce ieși din iarnă. Pentru acestea ei au trebuit să plătească 586 ruble 95 copeici în decursul următorilor 3 ani. În următorii ani secetoși proprietarul moșiei Dubna, Vasile Bogdan, a vândut zemstevei sorocene 2934 puduri de porumb și 2120 puduri de orz. Acest moșier își aducea încoace, la pășunat, și cele 1800 de oi, supravegheate de 8 ciobani de la Cuhurești de Sus. Și așa au trăit dubnenii în toți anii de stăpânire rusească până la 1917.
Deși,  la Pripiceni (Dubna) erau 2 fețe duhovnicești încă în 1772, biserica "Adormirea Maicii Domnului" e atestată în 1783, având o clădire din lemn, unsă cu lut, acoperită cu stuf, fiind dotată cu odoarele și cărțile necesare pentru oficierea serviciului devin. În 1813 la Dubna activau 2 preoți din popor. în 1876 se construiește biserica din piatră, care stă și în prezent. Preotul paroh Timofei Coșciug se stinse din viață în 1912. Locul de preot e vacant și în 1913, când, din satul Mihălășeni (în prezent, raionul Ocnița) este transferat încoace cântărețul Ștefan Porucic. în anul următor la Dubna vine în calitate de preot paroh Vasile Comanețchi. În Anuarul Eparhiei Chișinăului pentru anul 1915 se spune: "Dubna. Biserica" Adormirea Maicii Domnului". Stație de poștă - în colonia Dumbrăveni, 5 verste. Telegraf - la Căinarii Vechi, 12 verste. Telefon - pe loc. Moldoveni: 433 bărbați, 417 femei. Școală de zemstvă - 60 de elevi. Casă pentru preot". Preotul Vasile Comanețchi, în vârstă de 30 de ani, a absolvit seminarul teologic, în serviciu - de 8 ani, în parohia dată - 1 an. În 1920 preot paroh devine Gheorghe Neaga, absolvent al seminarului teologic, în vârstă de 35 de ani. El se află în post ți în 1923. La 01 noiembrie 1926 ca preot paroh e numit Ion Bodiu, absolvent al seminarului teologic.
Satul nu a fost ocolit de calamități naturale. Teodor Porucic, autorul monografiei "Relieful teritoriului dintre Prut și Nistru", scrie: "La Dubna (județul Soroca) porniturile au aterat coasta de Nord și de Nord Vest a înaltului deal de acolo pe o suprafață de vreo 50 ha. Porniturile s-au dezvoltat în iarna și primăvara anului 1914 și au cuprins deodată toată coasta de Nord Vest a înaltului deal ce are cota de 313 metri".

### Perioada Sovietică

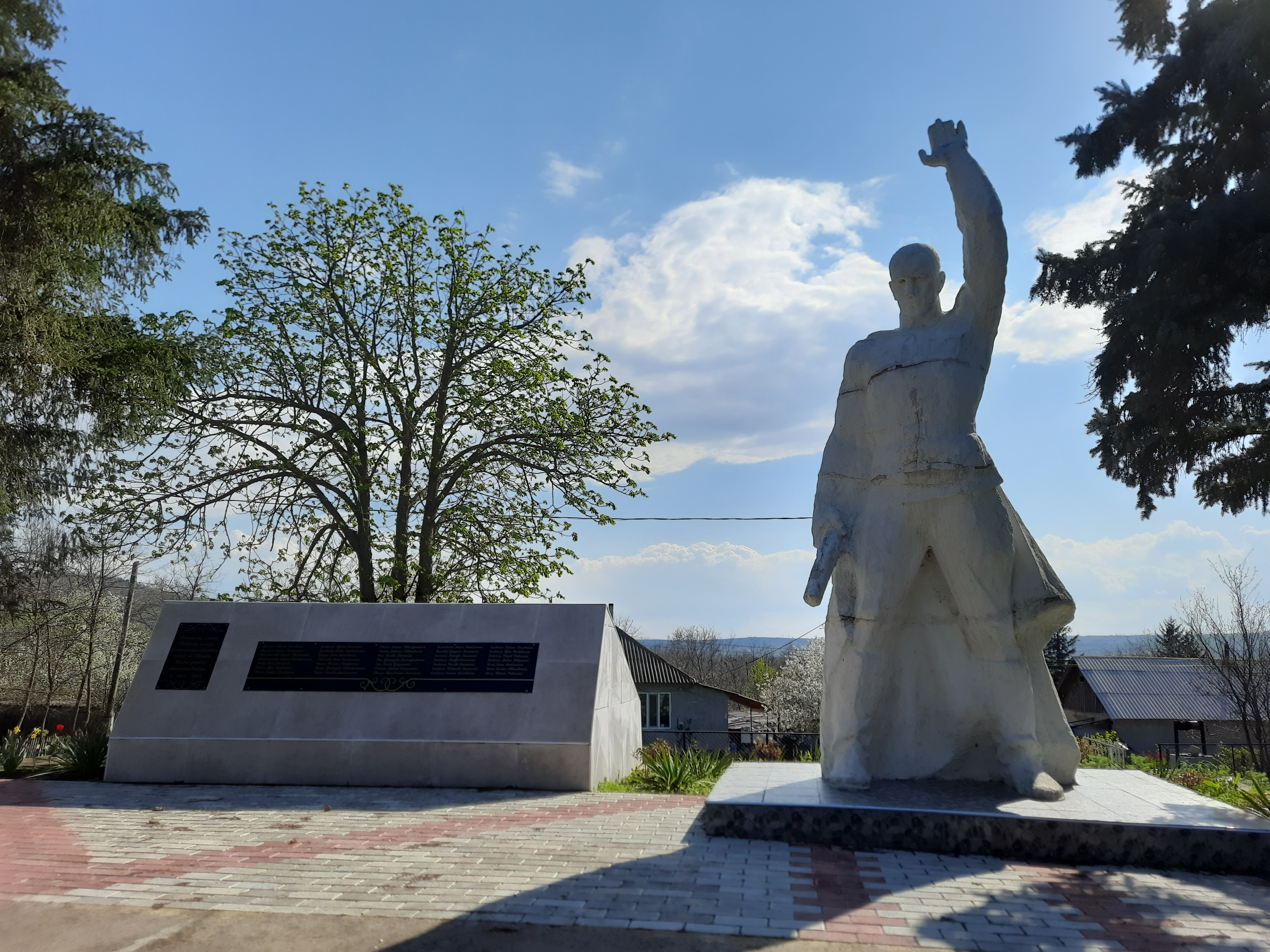
Monumentul în memoria a 35 consăteni căzuți în anii 1941-1945.

Autoritățile sovietice au înregistrat la 10 noiembrie 1940, în Dubna, 1,410 locuitori, dintre care 1,329 erau moldoveni, 27-ruși, 24-ucraineni, restul- de alte etnii. În 1941 și Dubna a cunoscut primul val al represiunilor staliniste. A fost arestat și împușcat, fiind suspectat de spionaj, Daniel Ianevici, născut în 1912. Gheorghe T. Sochircă a fost acuzat de agitație atibolșevică și condamnat la 8 ani privațiune de libertate, iar soția sa, Ioana, copii Maria, Lidia și Boris au fost deportați în regiunea Tomsk din Siberia, ca familie de "chiaburi".
Măcelul mondial din 1941-1945 a făcut să moară pe front 35 de bărbați din acest sat, precum urmează:
Alexei Apostol, Simion Apostol, Ștefan Berezovschi, Simion Brumarețchi, Ion Bulat, Efim Floarea, Feodor Florea, Ion Grigor, Afanasie Gadibadi, Isidor Gadibadi, Ion Moscalu, Gheorghe Nazar, Maxim Nazar, Simion Nazar. Vasile Nazar, Zaharia Nazar, Gheorghe Ouș, Iacob Ouș, Vasile Ouș, Haralambie Pleșca, Andrei Perciun, Hariton Postolache, Grigore Revuleț, Cozma Sochircă, Efim Sochircă, Panfil Sochircă, Timofei Sochircă, Simion Sochircă, Vasile Sochircă, Viclem Sochircă, Anton Todiraș, Pavel Todiraș, Feodor Ursu, Ion Ursu, Macar Ursu.
La 9 mai 1975 în memoria lor a fost dezvelit un monument în centrul satului.
La 17 mai 1947 este arestat agricultorul Sevastian Perciun pentru participare la organizația ilegală antisovietică „Arcașii lui Ștefan”.
Satul a suferit grav din cauza foametei din 1947. Autoritățile sovietice însă puțin îl ajutau. Mai mult decât atât, chiar și familiile foștilor ostași roșii care aveau dreptul la înlesniri erau obligate să dea postavca (impozit alimentar).
Recensământul din 1 august 1949 a înregistrat la Dubna 1,197 de locuitori (1,190 de moldoveni și 7 ruși), cu 213 suflete mai puțin decât până la război. În noaptea de la 5 spre 6 iulie 1949, începând cu ora 2.00, din sat au fost ridicați și exilați în Siberia:
Sochircă Ioana C. - soția lui Gh.Sochircă (n. 1901), cu fiicele Maria și Lidia, fiul Boris; Ianevici Dumitru a. (n. 1892) cu soția Feodosia, fiica Maria și fiul Feodosie; Sochircă Hartina A. (n.1 900) cu fiica Maria; Todiraș Straton F. (n.1902) a fost acuzat de colaboraționism și condamnat în 1945 la 10 ani de detenție într-un lagăr de corecție prin muncă, iar soția sa Parascovia și fiul Anton au fost supuși represiunilor în 1949, ca membrii ai familiei unui „colaboraționist”; Zîmbrean Epifan I. (n. 1893), cu soția Alexandra, fii Filip și Ferapont, fiicele Lidia, Eugenia și Valentina; Gheorghelaș Timofei A. (n. 1899) a fost condamnat în 1952 la 25 de ani de detenție într-un lagăr de crecție prin muncă sub acuzația de colaboraționism.

## Administrație și politică

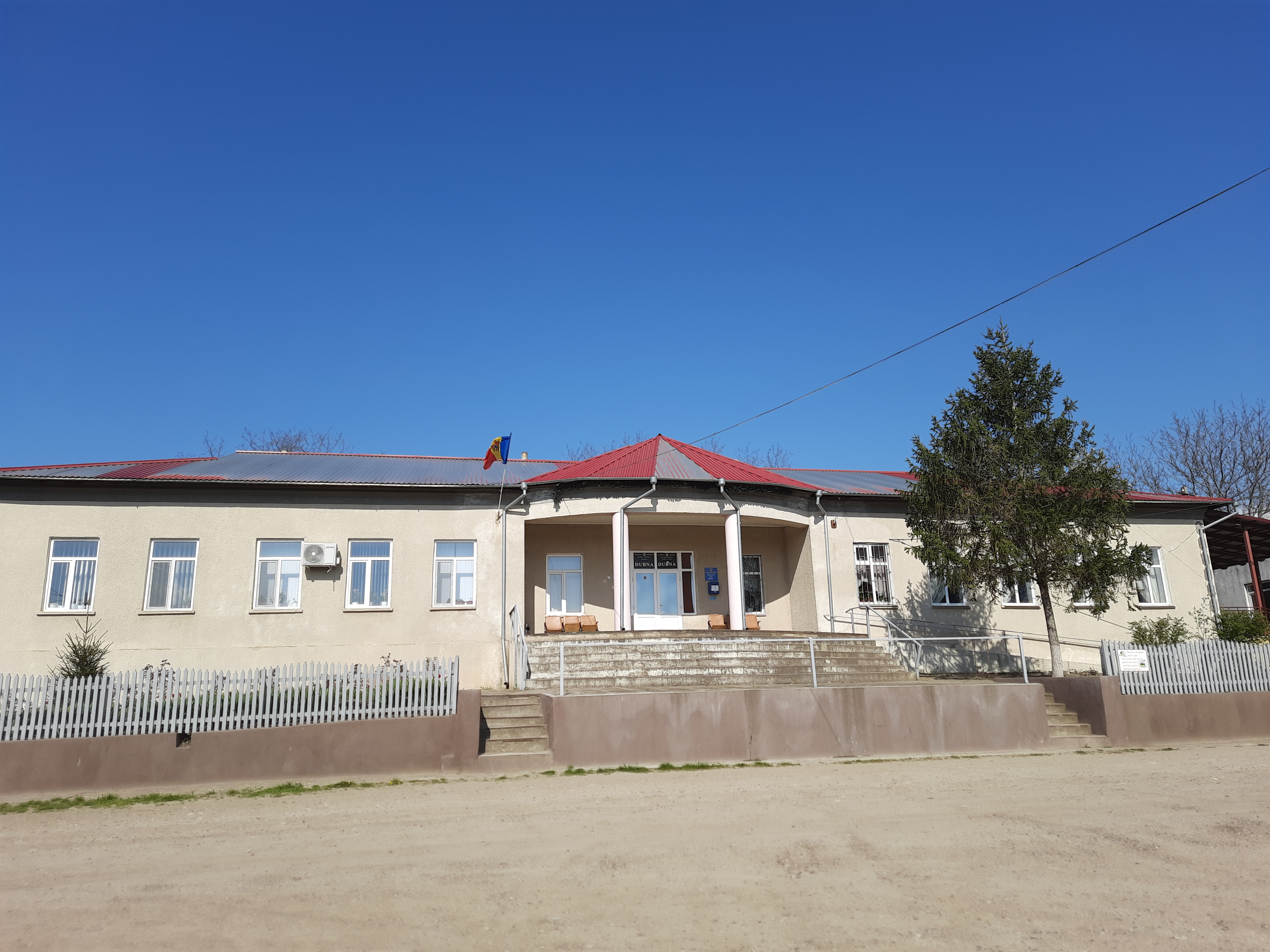
Primăria

Componența Consiliului local Dubna (9 consilieri), ales la 5 noiembrie 2023, este următoarea:
|  | Partid                                       | Consilieri | Componență | Componență | Componență | Componență | Componență | Componență | Componență |
|  | -------------------------------------------- | ---------- | ---------- | ---------- | ---------- | ---------- | ---------- | ---------- | ---------- |
|  | Partidul Acțiune și Solidaritate             | 7          |            |            |            |            |            |            |            |
|  | Partidul Socialiștilor din Republica Moldova | 2          |            |            |            |            |            |            |            |

## Infrastructura locală și social-economică

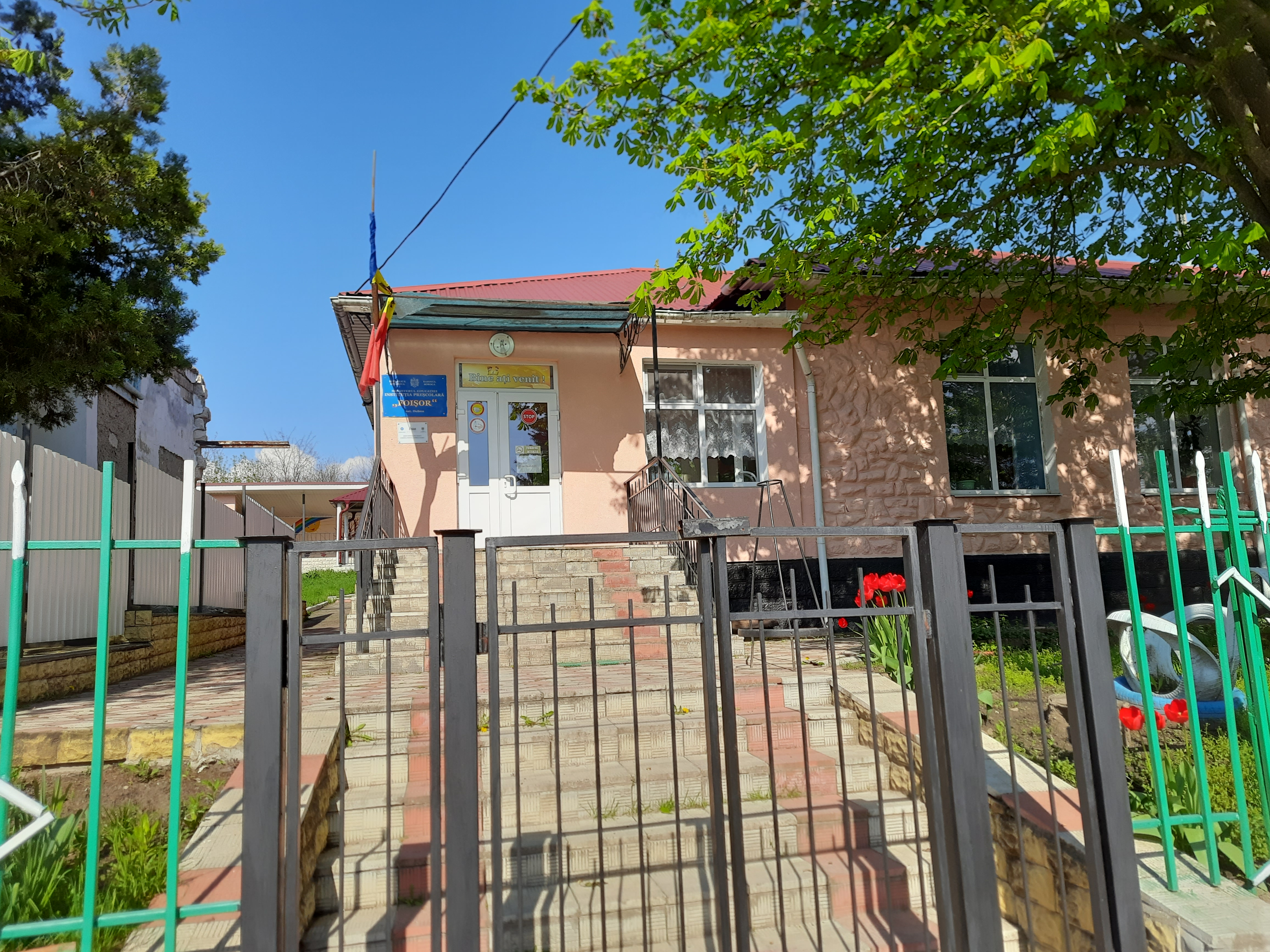
Instituția preșcolară „Foișor”

Satul Dubna are următoarele date, distanțe : până la Soroca - 25 km, până la stația calei ferate Florești - 30 km, până la Chișinău - 153 km. Gospodării (pentru anul 1994) - 400, populația - 986 de oameni (463 de bărbați și 523 de femei), 451 de case (cu gaz lichefiat - 349), 240 de fântâni, 6 km de drumuri. Ani în și satul Dubna s-a aflat în subordonarea primăriei Stoicani. Din mai 2003 satul își are din nou administrația publică locală proprie. În februarie 2006 populația Dubnei constituia 870 persoane, fondul funciar al primăriei - 2,076 ha, inclusiv 1,370 ha pământ arabil. În sat activează două societăți agricole cu răspundere limitată - SRL „Visagromag” (director Vasile Sochircă) și SRL „Agroglob” (director Mihail Sochircă), 101 gospodării țărănești (de fermier), gimnaziul "Veniamin Apostol", având 10 profesori și 110 elevi, grădiniță de copii, biblioteca sătească și biblioteca școlară, căminul cultural, oficiul medicului de familie, biserica "Adormirea Maicii Domnului", proaspăt reparată, funcționează moara și oloinița. Aici sunt 130 de fântâni și 3 magazine.

## Galerie de imagini

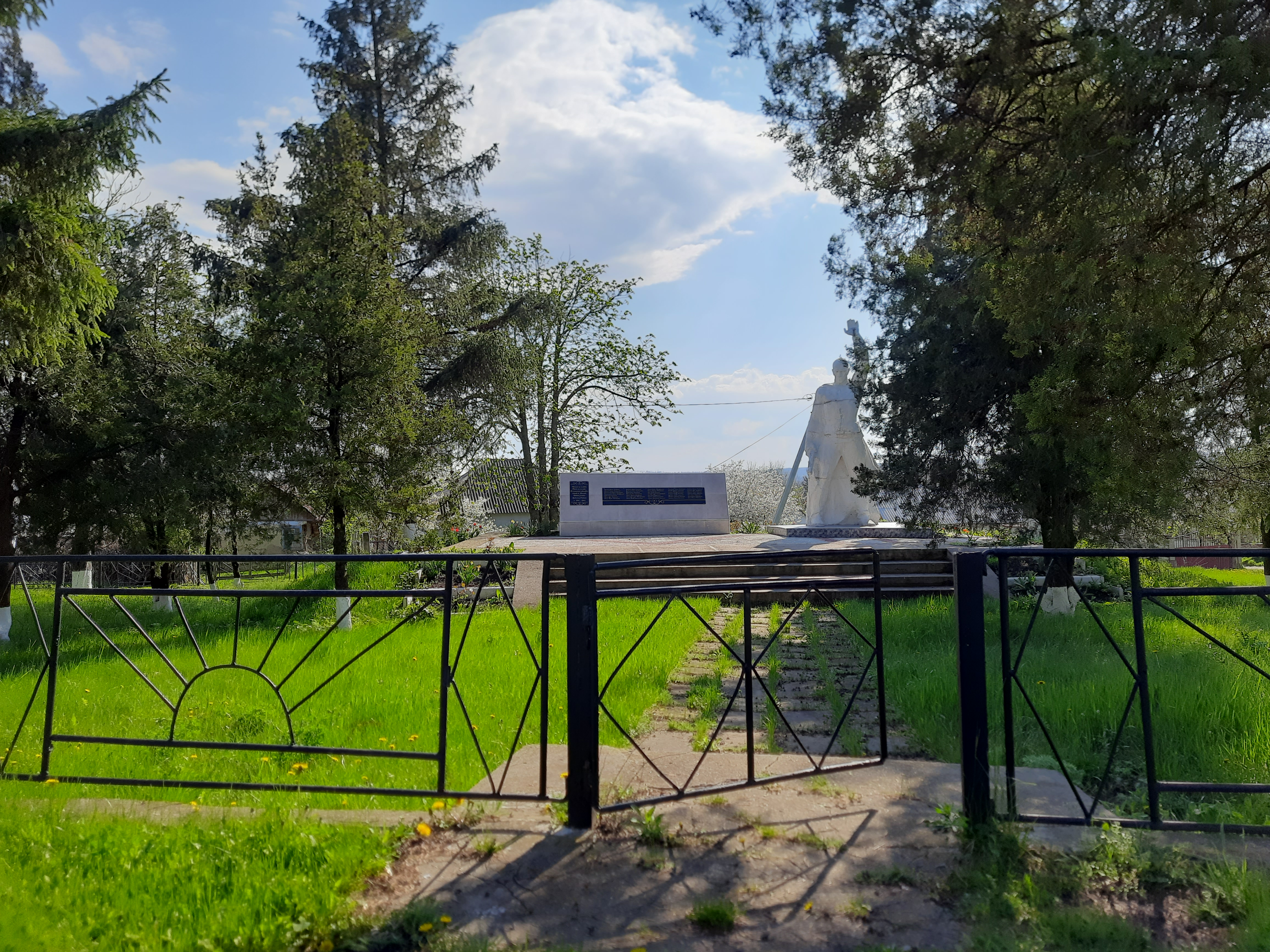
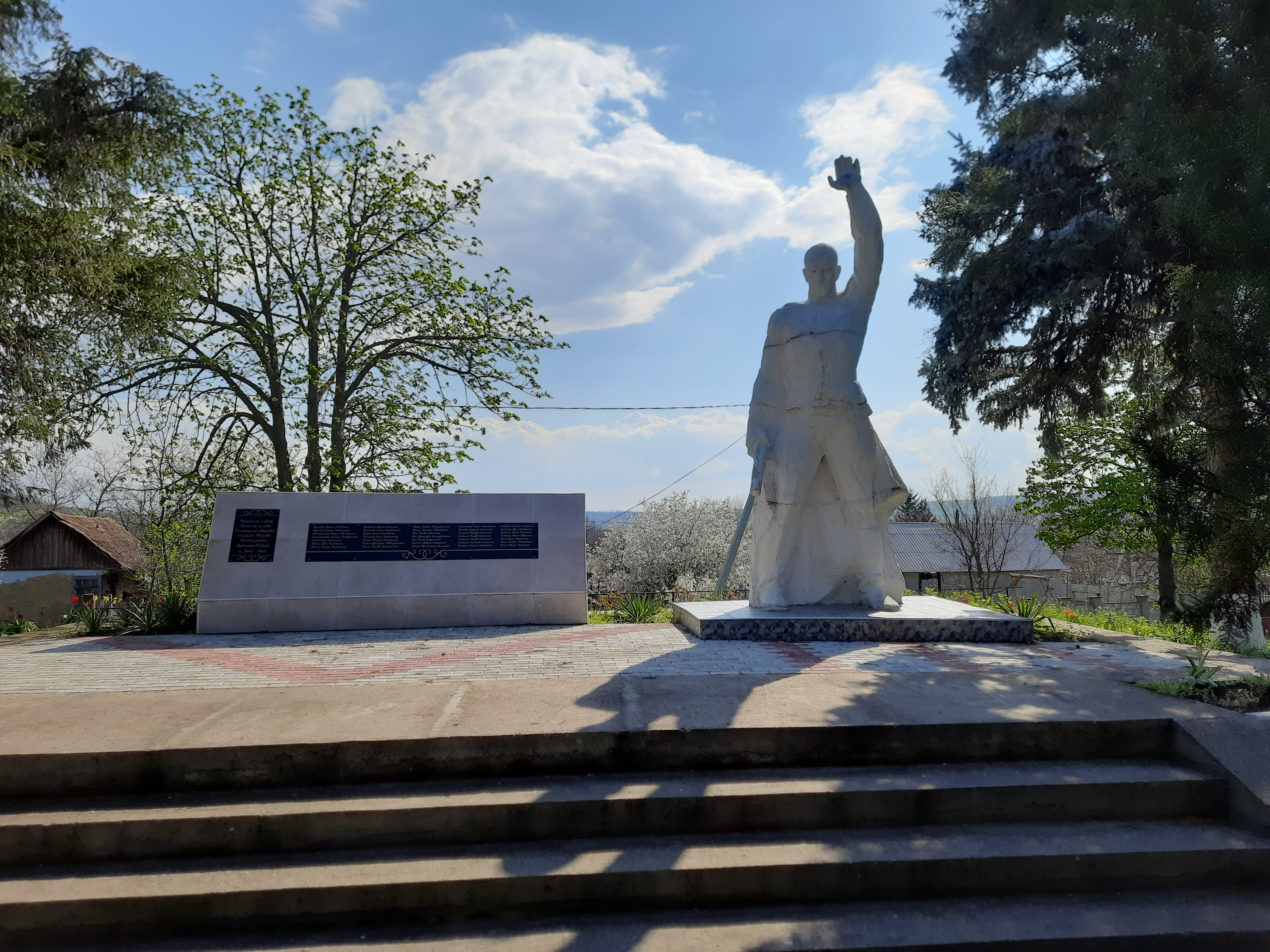
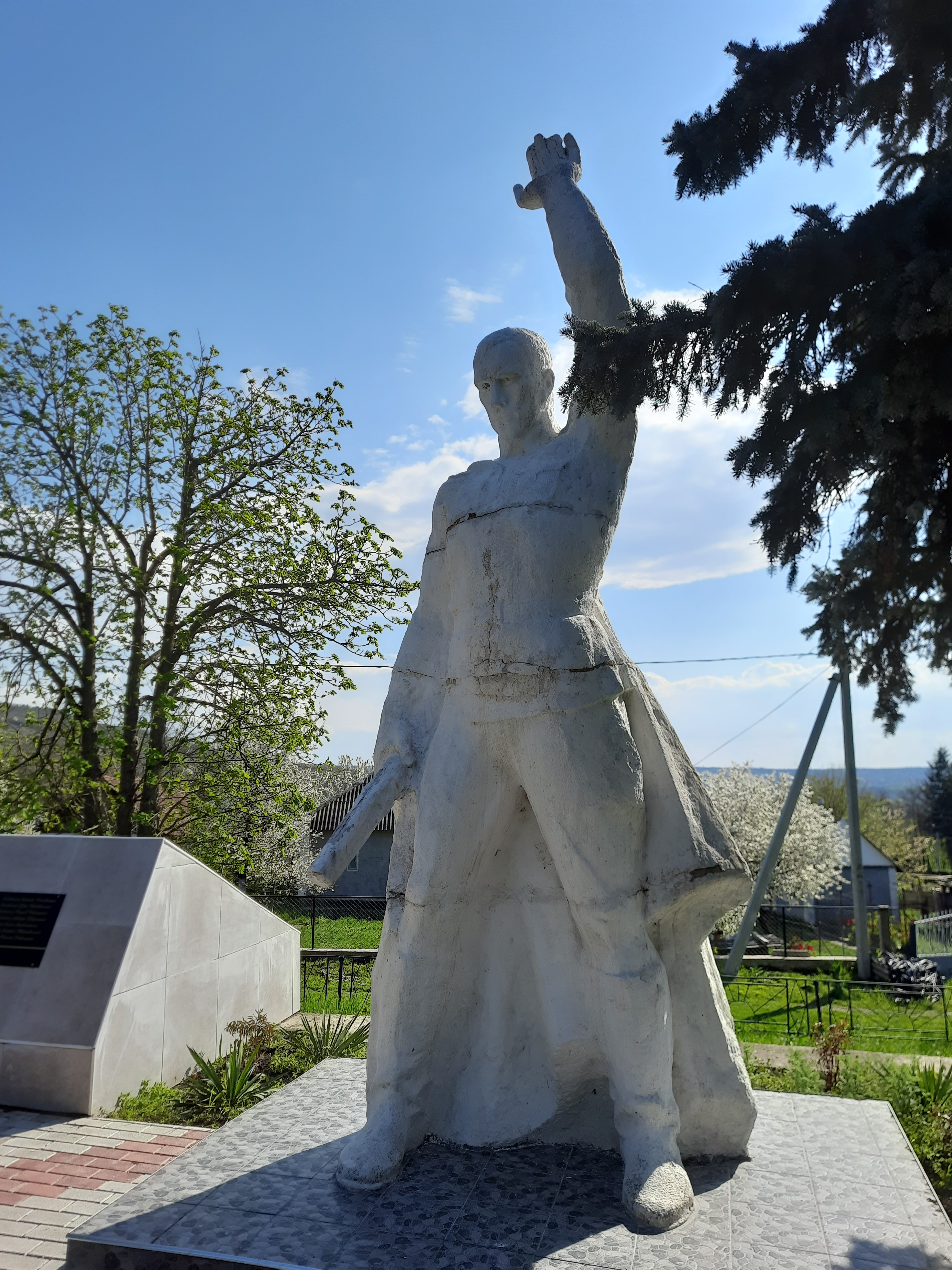
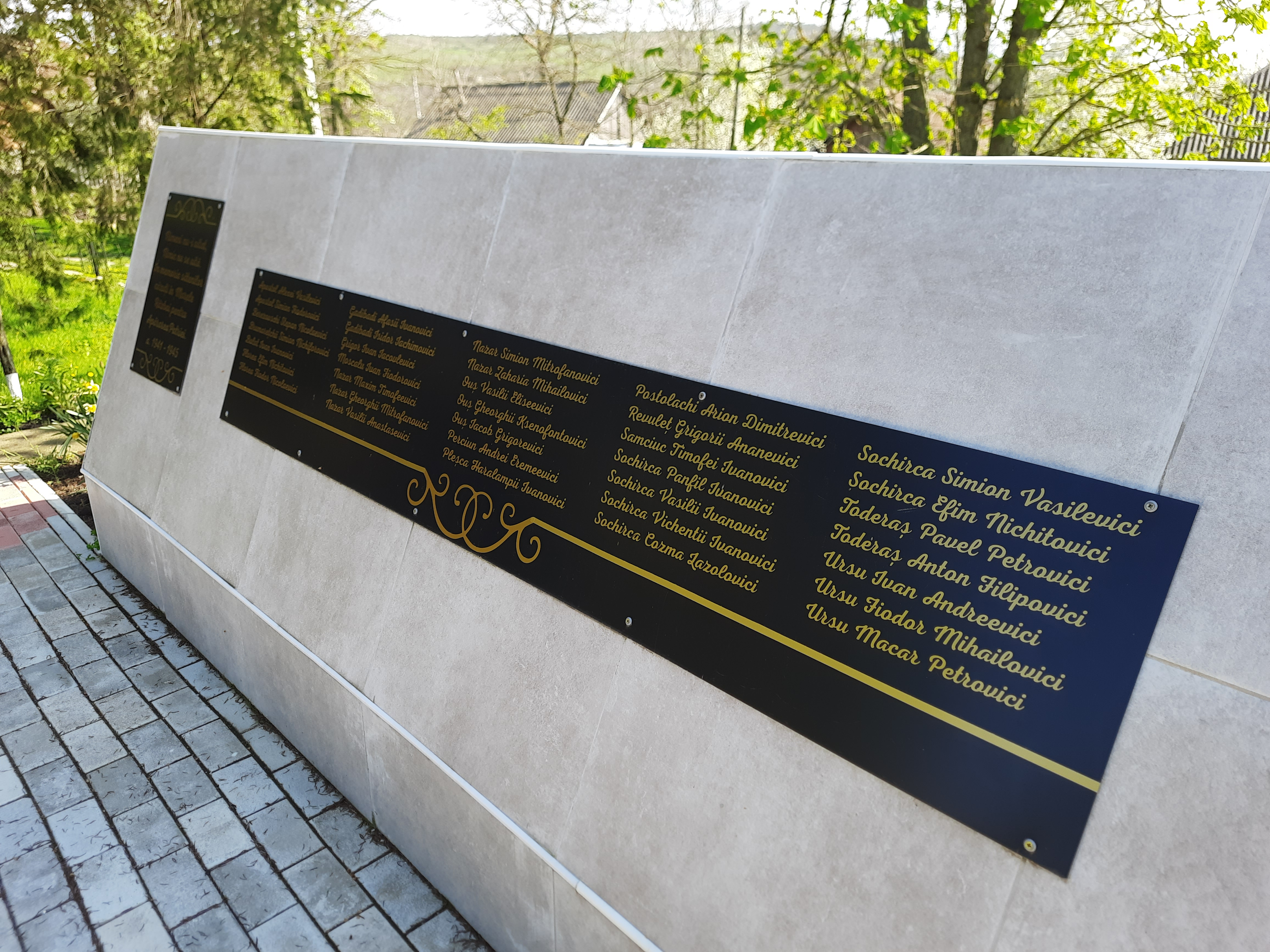
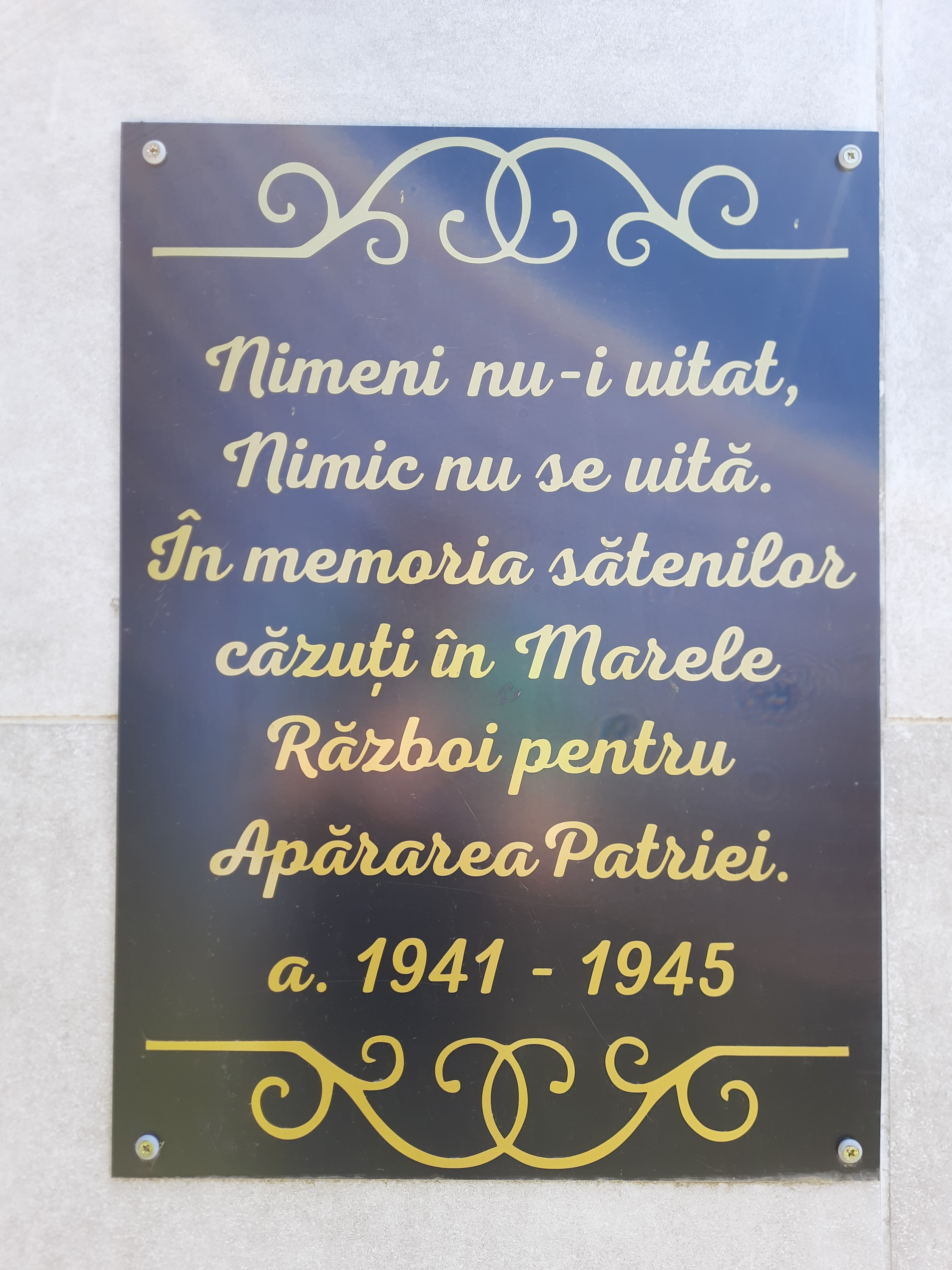

Monumentul în memoria a 35 consăteni căzuți în Al Doilea Război Mondial.

## Personalități
- Nina Moscalu, deputat în Sovietul Suprem al Republicii Sovietice Socialiste Moldovenești.
- Veniamin Apostol (1938–2000), actor.